# Milano-Torino 2014
La Milano-Torino 2014, novantacinquesima edizione della corsa e valida come evento del circuito UCI Europe Tour 2014, categoria 1.HC, si svolse il 1º ottobre 2014, su un percorso totale di 193,5 km. Fu vinta dall'italiano Giampaolo Caruso che terminò la gara in 4h30'12", alla media di 42,96 km/h.
Al traguardo 112 ciclisti completarono la gara.

## Squadre e corridori partecipanti
| N.      | Cod. | Squadra                      |
| ------- | ---- | ---------------------------- |
| 1-8     | TCS  | Tinkoff-Saxo                 |
| 11-18   | GRS  | Garmin-Sharp                 |
| 21-28   | MOV  | Movistar Team                |
| 31-38   | TFR  | Trek Factory Racing          |
| 41-48   | AST  | Astana Pro Team              |
| 51-58   | SKY  | Team Sky                     |
| 61-68   | ALM  | AG2R La Mondiale             |
| 71-78   | KAT  | Katusha Team                 |
| 81-88   | GIA  | Team Giant-Shimano           |
| 91-98   | EUC  | Team Europcar                |
| 101-108 | NRI  | Neri Sottoli                 |
| 111-118 | AND  | Androni Giocattoli-Venezuela |

| N.      | Cod. | Squadra              |
| ------- | ---- | -------------------- |
| 121-128 | BAR  | Bardiani-CSF         |
| 131-138 | IAM  | IAM Cycling          |
| 141-148 | COL  | Colombia             |
| 151-158 | CCC  | CCC Polsat-Polkowice |
| 161-168 | MTN  | MTN-Qhubeka          |
| 171-178 | TNN  | Team Novo Nordisk    |
| 181-188 | RVL  | RusVelo              |
| 191-198 | MGK  | MG Kvis-Trevigiani   |
| 201-208 | VHS  | Vega-Hotsand         |
| 211-218 | CEF  | Nankang-Fondriest    |
| 221-228 | AZT  | Area Zero Pro Team   |
| 231-238 | IDE  | Team Idea            |

## Ordine d'arrivo (Top 10)
| Pos. | Corridore         | Squadra      | Tempo    |
| ---- | ----------------- | ------------ | -------- |
| 1    | Giampaolo Caruso  | Katusha      | 4h30'12" |
| 2    | Rinaldo Nocentini | AG2R La Mon. | a 3"     |
| 3    | Daniel Moreno     | Katusha Team | a 9"     |
| 4    | Fabio Aru         | Astana       | a 13"    |
| 5    | Joaquim Rodríguez | Katusha Team | a 14"    |
| 6    | Alberto Contador  | Tinkoff-Saxo | a 17"    |
| 7    | Sergej Černeckij  | Katusha Team | a 19"    |
| 8    | Davide Rebellin   | CCC Polsat   | a 24"    |
| 9    | Fränk Schleck     | Trek Factory | a 40"    |
| 10   | Mauro Finetto     | Neri Sottoli | a 42"    |